# Бікіта
Бікіта (англ. Bikita) — родовище рідкіснометалічних пегматитів в Зімбабве, одне з найнайбільших у світі за запасами літію, цезію, берилію і танталу. Відкрите в 1911 році.

## Характеристика
Приурочене до амфіболітів і кристалічних сланців докембрію. Пегматитове рудне поле довжиною 3 км, шириною 150—180 м. Основні запаси рідкіснометалічних руд зосереджені в пологопадючому пегматитовому тілі пластоподібної форми довжиною 1,8 км і потужністю 28-62 м. Пегматити кварц-альбіт-мусковітового складу з асоціацією літієвих, цезієвих, берилієвих і танталових мінералів.
- Літієві мінерали представлені лепідолітом і петалітом, а також сподуменом, амблігонітом, бікітаїтом і евкриптитом, цезієві — полуцитом, берилієві — берилом, танталові — танталітом, мікролітом і сімпсонітом.

Загальні запаси руд: літієвих — 4,6 млн т, берилієвих — 222 тис.т.

## Технологія розробки
Родовище розробляється відкритим способом.